# Popowia pisocarpa
Popowia pisocarpa är en kirimojaväxtart som först beskrevs av Carl Ludwig von Blume, och fick sitt nu gällande namn av Stephan Ladislaus Endlicher. Popowia pisocarpa ingår i släktet Popowia och familjen kirimojaväxter. Inga underarter finns listade i Catalogue of Life.